# Étorphine
L'étorphine est un opioïde semi-synthétique possédant des propriétés analgésiques à peu près 10 000 fois plus puissantes que celles de la morphine. Elle a été fabriquée pour la première fois en 1960 à partir de l'oripavine (en) et reproduite en 1963 par un groupe de recherche de la compagnie Macfarlan-Smith and Co., à Édimbourg, dirigé par le professeur Kenneth Bentley,. Elle peut également être produite à partir de la thébaïne.
Son effet analgésique est d'une puissance 10 000 fois supérieure à celle de la morphine du fait d’une affinité avec les récepteurs morphiniques et d’une liposolubilité 300 fois plus élevée que la morphine. Sa liposolubilité explique son action rapide et la brièveté de ses effets. Habituellement utilisée pour la capture des animaux sauvages, elle crée une dépression respiratoire mortelle chez l'homme (ce qui explique que la substance ne soit pas commercialisée sous forme de médicament).
L'étorphine est utilisée la plupart du temps pour immobiliser de gros animaux sauvages (éléphants et autres gros mammifères notamment). Pour cette raison, elle a été surnommée « jus d'éléphant. » À faible dose, elle a des effets excitants, et a également été utilisée pour le dopage de chevaux de course. Légalement, l'étorphine n'est disponible que pour des utilisations en médecine vétérinaire.
La diprénorphine peut contrer les effets de l'étorphine chez l'animal lorsqu'elle est administrée dans un ratio de 1,3 part pour une part d'étorphine.
Pour l'homme, on utilisera à la place de la naltrexone ou, à défaut, de la naloxone.
Un dérivé de l'étorphine, la dihydroétorphine (en), a été utilisée comme antalgique sur l'Homme en Chine.

## Légalité

### Hong Kong
À Hong Kong, l'étorphine ne peut être utilisée légalement que par des travailleurs de la santé et pour la recherche universitaire. La substance est disponible sur ordonnance en pharmacie.

### Pays-Bas
Aux Pays-Bas, elle ne peut être utilisée que dans les zoos pour immobiliser les grands animaux.

## Divers

### Série télévisée
Dans la série Dexter, la fameuse seringue utilisée par Dexter Morgan pour immobiliser ses proies humaines contient du M99.
Dans la série Scandal, l'épisode 7 saison 2, l'étorphine est utilisée, avec un résultat mortel en quelques secondes.
Dans la saison 6 de Une saison au zoo, Cyril Hue, le vétérinaire, est amené à utiliser du M99 pour anesthésier une girafe du parc.
Dans la saison 9 de The Office, Dwight utilise de l'étorphine pour immobiliser son collègue Stanley.
Dans l'épisode 3 de la saison 2 de American Horror Stories, Marci utilise de l'étorphine pour immobiliser ses victimes.

### Littérature policière
Dans le tome 'Drame de pique' de la série de romans policiers 'Poulets grillés' le serial killer baptisé 'la main de Dieu' l'utilise pour tuer ses victimes. .